# Little Hadham
Little Hadham es un pueblo y parroquia civil en el distrito de East Hertfordshire, Hertfordshire, Inglaterra. Según el censo de 2011 tiene una población de 1,153 personas. Está situado en la ruta A120, la cual lo conecta con la ciudad cercana de Bishop's Stortford.
Una de sus características notables es "The Angel", un antiguo pub una vez habitado por la banda de folk rock, Fairport Convención y después de qué su álbum fuera titulado Angel Delight. Nick Drake lo visitó cuándo estaba haciendo sus primeros discos (Dave Pegg y Dave Mattacks de Fairport Convención tocaron el bajo y la batería respectivamente, en ese disco).

## Hadham Hall

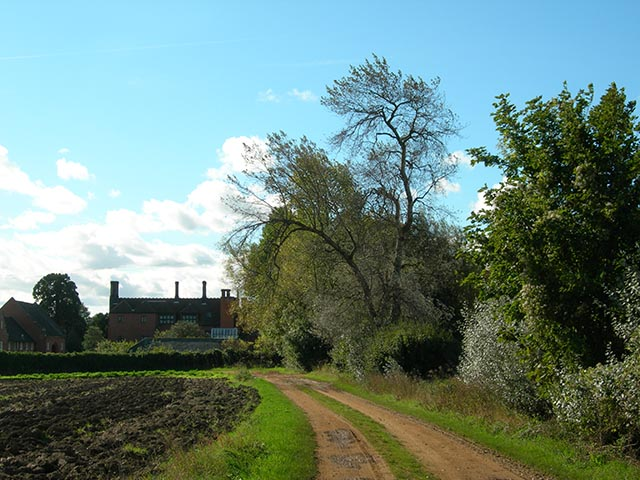
Hadham Hall, antigua residencia de la familia Capell.

Hadham Hall, una antigua casa de campo situada a 0.8 millas (1.3 km) del sureste del pueblo en la ruta de Stortford, era la residencia de la familia Capell. Fue comprada por el Señor William Capell, quién fue dos veces alcalde de la ciudad de Londres en el período 1503-1504 y luego en 1510. 
La residencia familiar permaneció en Rayne hasta el 1570 cuándo Henry Capel construyó una casa nueva en Little Hadham.
En 1578, Edward Capel dio la bienvenida a la Reina Isabel I como huésped en Hadham Hall; en un reporte de ese momento se dijo de él: "Mayster Kapel es un excelente afitrión" 
Después de que se mudaron a Watford, Hadham Hall comenzó a desmoronarse y fue en parte destruida, a pesar de que siguió estando en posesión de la familia Capell, y el lugar continuó siendo cultivado por arrendatarios. Los Capell utilizaban la sala para entretener huéspedes importantes como King William III, quién los visitó en abril de 1698. La sala fue reformada alrededor de 1720 con el estilo de la reina Ana. En 1900, George Devereux de Vere Capel, el 8.º Conde de Essex, vendió Hadham Hall y sus tierras circundantes a un mercader de Londres, William Minet, quien se dedicó a restaurarla. En 1948 fue vendida al concejo del condado de Hertfordshire, quienes convirtieron el edificio en una escuela.  La escuela cerró en 1990 y se fusionó con la escuela "Margaret Dane" para formar Birchwood Instituto en Bishop's Stortford. Hadham Hall, ahora una residencia privada, posee el grado II en la lista de edificios protegidos del Reino Unido.